# Campylomyza hybrida
Campylomyza hybrida är en tvåvingeart som beskrevs av Jaschhof 2009. Campylomyza hybrida ingår i släktet Campylomyza, och familjen gallmyggor. Arten är reproducerande i Sverige.